# Asterix e gli allori di Cesare
Asterix e gli allori di Cesare (Les Lauriers de César) è la diciottesima storia a fumetti della serie Asterix, creata da René Goscinny (sceneggiatura) e Albert Uderzo (disegni). È apparsa a puntate su Pilote dal settembre 1971 al marzo 1972, mentre la sua prima pubblicazione in volume in lingua originale risale al 1972.

## Trama
Abraracourcix, costretto durante una cena a Lutezia  a sopportare le prese in giro e le frecciate del borioso cognato Omeopatix, un facoltoso uomo d'affari che ne denigra i successi e lo stile di vita provinciale, monta su tutte le furie. Piuttosto ebbro per il vino, promette di far assaggiare all'antipatico anfitrione un piatto come questi, pur di dimostrare che la gloria vale più dei soldi, non potrà mai gustarne: un ragù insaporito nientemeno che con gli allori della corona trionfale di Cesare.
Per tener fede alla promessa, nonostante la disperazione della moglie Beniamina, il capo invia Obelix e un poco convinto Asterix a Roma, perché si impossessino del prezioso ornamento. Per impossessarsene, i due tentano di penetrare nel palazzo di Cesare facendosi "assumere" come schiavi; il piano però fallisce dal momento che vengono acquistati non dal condottiero ma da un comune patrizio romano, Claudius Chiunquefus. La fortuna sembra però correre in loro aiuto quando il loro nuovo padrone ordina loro di recarsi al palazzo di Cesare per svolgere un incarico in suo nome.
Sembra che tutto stia andando per il meglio, quando si mette di mezzo Staziondefrejus, a sua volta schiavo di Chiunquefus, il quale preoccupato di perdere la sua posizione "di prestigio" in casa del patrizio a causa dei nuovi arrivati convince le guardie del palazzo che i due sono assassini in cerca della testa di Cesare. Asterix e Obelix vendono così arrestati e rinchiusi nelle prigioni del palazzo; approfittano dell'occasione per cercare di trovare la preziosa corona ma di nuovo i loro sforzi non portano a nulla.
I due vengono condannati a essere sbranati dalle belve feroci nel Circo Massimo; Asterix crede che Cesare sarà presente all'esecuzione, e di poter quindi impossessarsi degli allori in questa occasione, ma di nuovo rimane deluso quando scopre che il condottiero è fuori città, impegnato a combattere i Pirati. Dopo essere fuggiti dal Circo e aver fatto parte per breve tempo di una banda di fuorilegge nei bassifondi capitolini, Asterix e Obelix finalmente hanno fortuna: incontrano di nuovo Staziondefrejus, divenuto grazie alla sua segnalazione schiavo personale di Cesare. Dietro promessa "di non vedere più" i due, Staziondefejus accetta di rubare per loro la corona trionfale, che viene consegnata nelle mani di Asterix in una brumosa mattina.
I due possono così far ritorno al villaggio, dove Abraracourcix può finalmente prendersi la rivincita sul cognato, condendola con un immancabile sganassone.
Unica storia in tutta la serie in cui si accenna al fatto che la pozione magica di Panoramix dona sì una forza sovrumana, ma non rende invulnerabili né, di fatto, invincibili, e per questo Asterix è costretto a frenare gli ardori bellici dell'amico affermando che le guardie del palazzo, ben diverse dai legionari di stanza in Gallia, "con le loro armi potrebbero farci a pezzi".

## Personaggi principali
I personaggi presenti nella storia più rilevanti ai fini della trama sono:
- Asterix: non è decisamente entusiasta della sua missione, ma di fronte alle ire del capo non può disobbedire. Per entrare in possesso degli allori di Cesare deve fare appello a tutta la sua furbizia, oltre che a un buon pizzico di fortuna.
- Obelix: durante la storia finisce per ubriacarsi per ben tre volte (è infatti notoriamente astemio): una prima durante la cena a casa di Omeopatix, in cui spalleggia un altrettanto brillo Abraracourcix, e poi di nuovo mentre è a Roma. Quando è alterato dall'alcol, è solito esclamare "Ferpettamente!"
- Abraracourcix: come talvolta gli capita si lascia prendere dall'ira (accade anche, ad esempio, in Asterix e i Belgi) e, complice il vino, si lascia andare a una promessa quantomeno incauta. Grazie ad Asterix e Obelix, comunque, la situazione si risolve per il meglio per lui
- Claudius Chiunquefus (Claudius Quiquilfus): è l'ingenuo patrizio romano che acquista come schiavi Asterix e Obelix, che lui trova divertenti. Oltre a lui la sua famiglia è composta dalla moglie Alpaca, dalla figlia Tibia e dal figlio debosciato e amante della vita notturna Gracchus, che lui chiama solitamente "Imbecille".
- Staziondefrejus (Garedefréjus): è uno degli schiavi di Chiunquefus, per sua stessa ammissione "ben piazzato" in casa. È invidioso di Asterix e Obelix, che teme possano insidiare la sua posizione privilegiata, e li accusa davanti ai Romani. Nel finale, tuttavia, è proprio grazie a lui che la situazione si risolve.

## Riferimenti storici

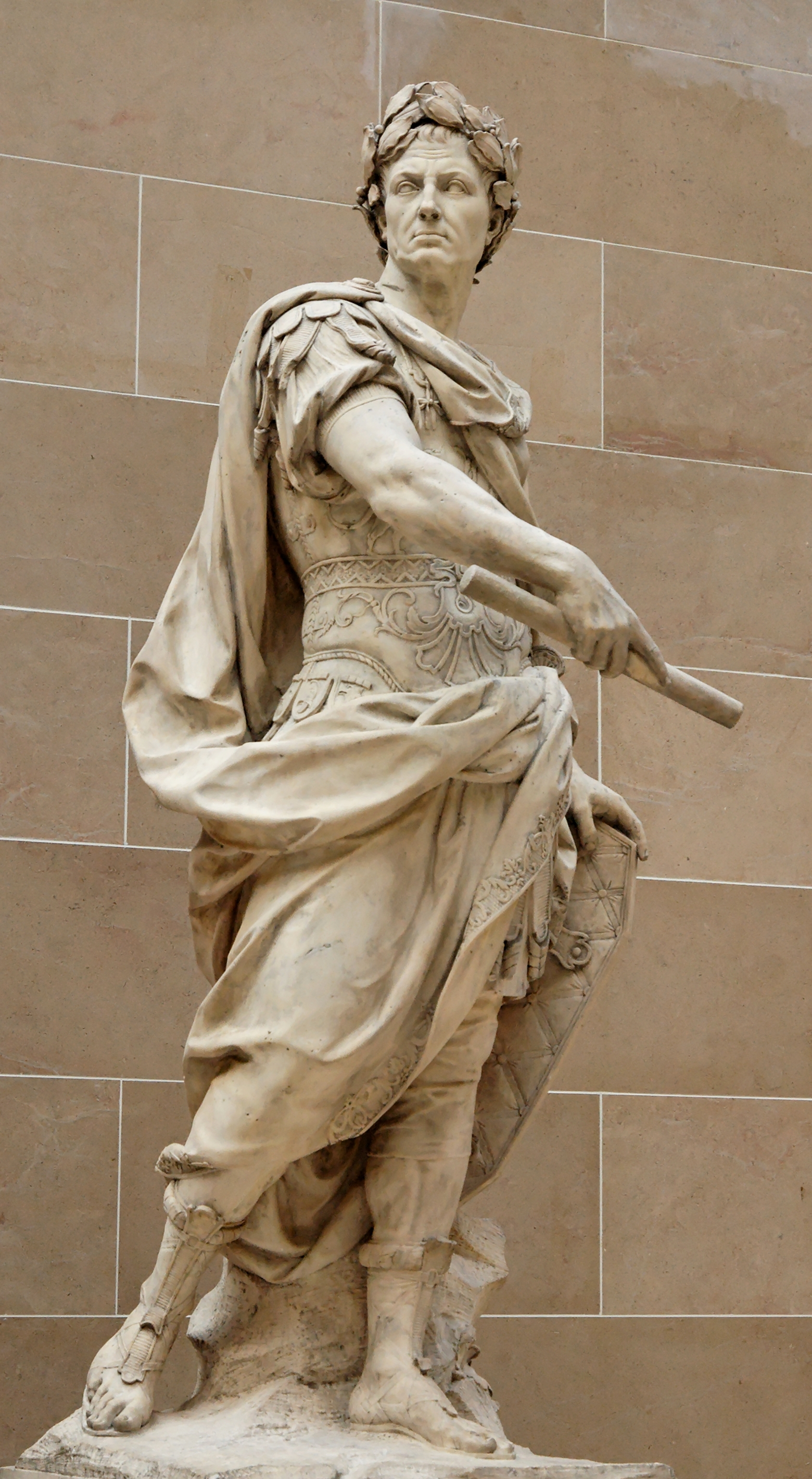
Statua di Giulio Cesare, ritratto con i suoi "allori". Nicolas Coustou, 1696

Anche in questa storia vengono trattati fatti e avvenimenti storici come la schiavitù seppur con toni umoristici: Asterix e Obelix si offrono volontariamente come schiavi e portano avanti loro stessi - con la consulenza di un altro schiavo - la trattativa per la loro vendita, incuranti del mercante di cui dovrebbero essere proprietà.. L'imponente "Palazzo di Cesare", meta dei protagonisti, non ha riscontri nella realtà così come la "campagna contro i Pirati" che impegna Cesare durante quasi tutta la storia è immaginaria anche se Cesare nel 74 a.C. fu rapito da alcuni pirati che lo tennero prigioniero per trentotto giorni sull'isola di Farmacussa. Successivamente, liberato, il condottiero guidò personalmente una spedizione militare contro i suoi rapitori. A questo proposito, Uderzo ha dichiarato in un'intervista di considerare questo albo un omaggio alla grandezza storica di Cesare, personaggio che ha a suo dire "segnato un'epoca" e per il quale lui e Goscinny hanno sempre mostrato il massimo rispetto, ad esempio raffigurandolo nei disegni senza caricaturarne le fattezze. Una citazione artistica sono le pose assunte dallo schiavo greco con cui Asterix ha un battibecco nella tav. 12, che richiamano rispettivamente le statue Il pensatore di Rodin (prima vignetta), il Gruppo del Laocoonte (terza vignetta) e il discobolo (quinta vignetta). La frase "Delenda Carthago" con cui sia l'avvocato difensore che il pubblico ministero aprono i loro discorsi durante il processo ad Asterix e Obelix richiama il famoso motto di Catone il censore; compaiono poi dei graffiti incisi sul muro della prigione in cui i due Galli sono rinchiusi, e che recitano "Ancora pochi giorni", "Morte ai leoni", "Gloria victis" (parodia del più noto Vae victis) e "Veritas odium parit".
Ancora, il domatore di leoni del Circo Massimo è una caricatura di Jean Richard, attore francese che successivamente aprì un proprio circo.

## Storia editoriale
In Francia la storia fu serializzata inizialmente all'interno della rivista Pilote in cui apparve a puntate dal numero 621 (30 settembre 1971) al 642 (24 febbraio 1972); in seguito è stata pubblicata in albo cartonato nel 1972 dall'editore Dargaud.
Attualmente l'albo viene ristampato dalla casa editrice Hachette Livre, che nel dicembre 2008 acquisì da Uderzo e da Anna Goscinny (figlia dello scomparso René) tutti i diritti sulle pubblicazioni di Asterix.

### Edizioni estere

#### Italia
In Italia l'albo è edito, come gli altri della serie, da Mondadori; la prima edizione italiana in volume risale all'aprile 1973 per la traduzione di Luciana Marconcini. Precedentemente, la storia era apparsa a puntate sulla rivista Il Mago, edita sempre da Mondadori, in cui apparve dal numero 4 al numero 7 datati 1972. È l'unica storia di Asterix ad essere stata pubblicata su tale rivista mondadoriana, insieme alla successiva Asterix e l'indovino. La Mondadori ha ristampato l'albo più volte nel corso degli anni; l'ultima edizione, condotta su quella francese di Hachette Livre, è della fine del 2011 e rispetto alle precedenti presenta, pur mantenendo invariata la traduzione, una copertina diversa, un nuovo lettering e una colorazione rinnovata; è inoltre caratterizzata dall'avere la sagoma di Asterix stampata in rosso sulla costa.
La storia è stata pubblicata a puntate anche all'interno della rivista Il Giornalino (Edizioni San Paolo), nella quale fece la sua prima apparizione nel 1980 venendovi poi ristampata periodicamente. Tale edizione è basata su quella Mondadori e presenta la stessa traduzione di Luciana Marconcini, sebbene il titolo della storia vi sia stato modificato in L'alloro di Cesare.

## In altre lingue
Il titolo originale dell'albo, Les Lauriers de César, è stato tradotto come segue in alcune delle principali lingue in cui il fumetto è edito; vengono inoltre indicate la casa editrice e l'anno di prima pubblicazione:
- catalano: Els llorers del Cèsar - Salvat editores,  Spagna
- ceco: Asterix a Caesarův Vavřínový Věnec - Egmont ČR,  Rep. Ceca, 1994
- danese: Cæsars laurbær - Egmont Serieforlaget A/S,  Danimarca, 1976
- finlandese: Asterix ja Caesarin Laakeriseppele - Egmont Kustanus Oy,  Finlandia, 1973
- inglese: Asterix and the Laurel Wreath - Orion,  Regno Unito, 1974
- olandese: De lauwerkrans van caesar - Hachette Livre,  Paesi Bassi, 1974
- portoghese: Os Louros de César - Edições ASA,  Portogallo
- spagnolo: Los laureles del Cesar - Salvat editores,  Spagna, 1972
- svedese: Los laureles del Cesar - Egmont Kärnan AB,  Svezia, 1976

## Curiosità
- Nella traduzione italiana dell'albo, i personaggi provenienti dalla Gran Bretagna sono chiamati erroneamente "Bretoni"[17], mentre il termine esatto sarebbe Britanni (come infatti viene usato nell'albo Asterix e i Britanni).